# Penidiella kurandae
Penidiella kurandae är en svampart som beskrevs av Crous & J.K. Stone 2007. Penidiella kurandae ingår i släktet Penidiella och familjen Teratosphaeriaceae.   Inga underarter finns listade i Catalogue of Life.